# Trimetilarsina
La trimetilarsina (trimetilarsano secondo la nomenclatura IUPAC) è un composto di organoarsenico(III), di formula As(CH3)3, abbreviata di solito come AsMe3 in reazioni che non coinvolgono direttamente i metili. Deriva formalmente dall'arsina (arsano) AsH3 per sostituzione degli idrogeni con gruppi metilici -CH3. In condizioni normali è un liquido incolore con un caratteristico odore spesso riportato come agliaceo, anche se questo non sembra accertato. Viene usato in chimica organometallica come legante in complessi organometallici, in particolare in complessi con il metallo in bassi stati di ossidazione, analogamente alle fosfine, altre arsine, e come precursore di altri composti organici di arsenico. Questo composto volatile dell'arsenico è facilmente decomponibile e, in quanto tale, è usato come fonte di arsenico nell'industria dei semiconduttori in microelettronica.

## Storia
Alla fine del XIX secolo il medico e microbiologo italiano Bartolomeo Gosio (1863–1944) sospettò che i coloranti all'arsenico usati allora in alcuni tipi di vernici e carte da parati fossero causa della morte inspiegabile di un gran numero di bambini. Egli trovò che in presenza di umidità il fungo Scopulariopsis brevicaulis produceva un gas tossico, riconoscibile dall'odore agliaceo, quando agiva su coloranti all'arsenico, e particolarmente sul verde di Parigi e il verde di Scheele utilizzati nelle carte da parati. Nel 1892 pubblicò un riassunto dei suoi risultati; il gas tossico fu poi chiamato "gas di Gosio".
Nel 1933 la componente tossica fu identificata come trimetilarsina dal chimico Frederick Challenger, e solo nel 1971 si dimostrò che la metilazione dell'arsenico era di origine batterica. Studi più recenti mostrano tuttavia che la trimetilarsina ha una bassa tossicità, suggerendo che non sia tuttora nota con certezza la causa dei decessi e dei problemi alla salute osservati nel XIX secolo.

## Struttura e proprietà
La trimetilarsina è un liquido incolore volatile, solubile in benzene ed altri solventi organici poco polari, un po' più denso dell'acqua e insolubile in essa. La molecola ha struttura piramidale con angoli C–As–C di 91,83°, valore compatibile con l'uso di orbitali p pressoché puri da parte dell'atomo di As; la distanza di legame As–C ammonta a 151,9 pm. Il basso valore di questo angolo di legame, anche più piccolo che nella trimetilfosfina PMe3 (98,6°), indica che l'ibridazione degli orbitali atomici s e p di As in questa molecola è scarsa o nulla; di conseguenza la coppia solitaria rimane nell'orbitale s sottostante, anziché puntare all'esterno come nel caso della coppia solitaria in orbitale ibrido sp3 della molecola di ammoniaca. La molecola ha una certa polarità, μ = 0,86 D, un po' minore di quella della trimetilfosfina (1,19 D), molecola ad essa isoelettronica di valenza.

## Sintesi
La trimetilarsina fu preparata per la prima volta nel 1854. Si può ottenere trattando il triossido di diarsenico con trimetilalluminio:
As2O3  +  1,5 [AlMe3]2  →   2 AsMe3  +  3/n(MeAl-O)n

## Reattività
La trimetilarsina è piroforica e si incendia all'aria, perché la reazione con ossigeno è fortemente esotermica:
AsMe3  +  ½ O2  →  O=AsMe3

## Presenza in natura
La trimetilarsina è prodotta per azione di microbi su composti inorganici dell'arsenico presenti naturalmente in rocce e terreni in concentrazione dell'ordine della parte per milione. La trimetilarsina è stata individuata in tracce (parti per miliardo) nei gas sviluppati nelle discariche di rifiuti in Germania, Canada e Stati Uniti, ed è il principale composto arsenicale in questi gas.

## Indicazioni di sicurezza
AsMe3 è disponibile in commercio. Il composto è tossico per inalazione ed ingestione, ed è irritante per pelle e mucose. È genotossico e cancerogeno per l'uomo. È molto tossico per gli organismi acquatici.